# Marc Oliver Gerber
Marc Oliver Gerber  (* 1990) ist ein Schweizer Unihockeyspieler, der beim Nationalliga-A-Verein Tigers Langnau unter Vertrag steht.

## Karriere

### Unihockey Tigers Langnau
Gerber stammt aus dem Nachwuchs der Unihockey Tigers Langnau, für welche er während der Saison 2008/09 in der Swiss Mobiliar League debütierte. Während seinen sieben Jahren in der Nationalliga wurde er in 201 Partien eingesetzt und erzielte 190 Skorerpunkte.

### UHC Lions Konolfingen
Nach sieben Jahren im Trikot der Langnauer wechselte Gerber auf die Saison 2015/16 zum UHC Lions Konolfingen in die 1. Liga.

### Unihockey Tigers Langnau
Zur Saison 2020/21 kehrte Gerber zu seinem Ausbildungsverein zurück.